# Міт-Гамр
Міт-Гамр — місто у Єгипті, розташоване в губернаторстві Дакахлія — Дельта Нілу, на правому березі східного рукава Нілу, навпроти міста Зіфта. Населення 110 549 жителів — друге за величиною місто губернаторства після Ель-Мансури. Важливий єгипетський центр виробництва алюмінію (більш 70% від загального виробництва алюмінію в Єгипті), особливо алюмінієвого посуду. Працює також текстильна промисловість.
1963 року у Міт-Гамрі був заснований перший в світі ісламський банк — «Міт-Гамр Бенк», що працював на основі безпроцентного фінансування.
  

## Пам'ятки міста
- Мечеть Ель-Гамр — історична мечеть
- Церква Мері-Гіргіс (св. Георгія)
- Вулиця Порт-Саїд — найдовша вулиця в Міт-Гамр
- Вулиця Ахмеда Орабі — центральна вулиця Міт-Гамра
- Вулиця Ель-Гейш (Вулиця Армії) — невелика вулиця з офісами та магазинами
- Міст, що з'єднує Міт-Гамр і Зіфта
- Спортивний клуб Міт-Гамра
- Клуб працівників текстильної фабрики
- Центр молоді Міт-Гамра

## Район
Міт-Гамр є центром району, який об'єднує 11 сільських місцевих громад, до яких відносяться 62 села і 158 дрібних поселень. Площа району 346 км², що становить близько 10% від території губернаторства. В районі вирощують рис, пшеницю, бавовну.